# هومستاك
هومستاك هي سلسلة خيالية على الإنترنت أنشأها المؤلف والفنان الأمريكي أندرو هوسي . التي استمرت في الأصل من 13 أبريل 2009 إلى 13 أبريل 2016. تدور أحداث هومستاك حول مجموعة تتكون من 4 مراهقين يقررون لعب لعبة تدعى sburb وينهون عالمهم بسببها، يقابل المراهقون اثناء لعبهم مجموعة من الترولز وهم كائنات فضائية رمادية اللون ولها قرون صفراء، تساعدهم على الفوز باللعبة وبناء عالم جديد، السلسلة معروفة بقصتها المعقدة وسردها الغير الخطي وتلاعبها بالأحداث، تحتوي السلسلة على اكثر من 8000 صفحة لتكون واحدة من اكبر سلاسل الويب كوميك على الاطلاق.
أدى نجاح هومستاك إلى ظهور العديد من المشاريع والتكملات ذات الصلة، بما في ذلك سلسلة هايفزويب. ينشرها الآن شركة فيز ميديا منذ عام 2017.